# Synagoge (Metz)

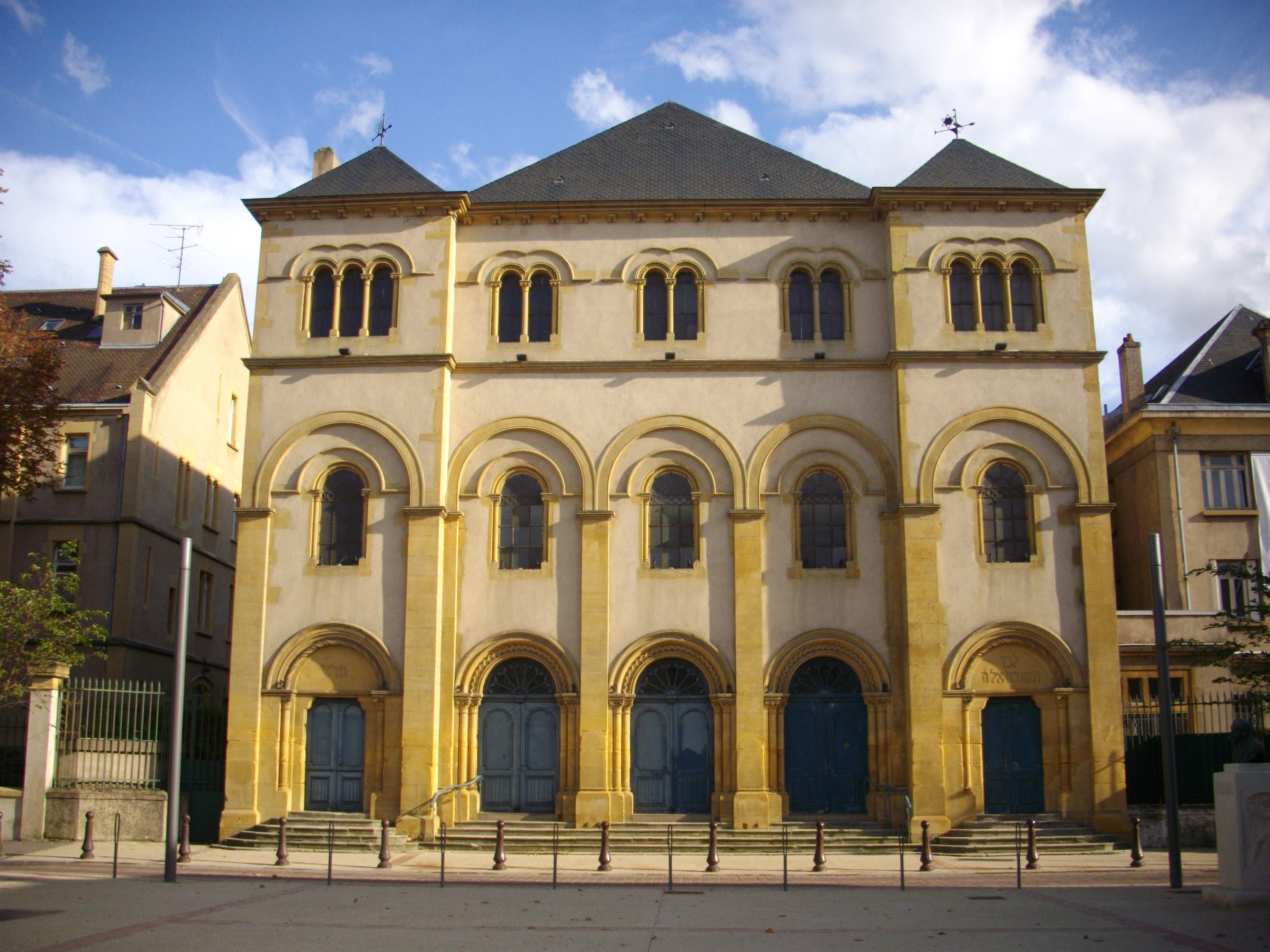
Synagoge in Metz

Die Synagoge in Metz, einer französischen Stadt in der historischen Region Lothringen, wurde von 1847 bis 1850 errichtet. Die Synagoge an der Rue du Rabbin-Elie-Bloch Nr. 39 ist seit 1984 als Monument historique klassifiziert.

## Geschichte
Die Stadt Metz, mit Sitz des Consistoire Metz, hatte im 19. Jahrhundert eine immer größer werdende jüdische Gemeinde, weshalb die Hauptsynagoge und weitere private Bethäuser zu klein geworden waren. Für den Bau der neuen Synagoge wurden zwei Privathäuser gekauft und abgerissen, um im Stil der Neuromanik nach Plänen des Architekten Nicolas-Maurice Derobe (1792–1880) einen großen Neubau zu errichten.
Während der deutschen Besatzung im Zweiten Weltkrieg wurde die Synagoge profaniert und im Inneren verwüstet. Nach der Befreiung fanden Ende 1944 wieder Gottesdienste in der Synagoge statt.

## Architektur
Die 40 Meter lange und 20 Meter breite Synagoge ist an der Hauptfassade über sechs Stufen zu erreichen. Als Eingang dienen fünf Türen, die äußeren für die Frauen und die drei anderen für die Männer, mit darüberliegenden Rundbögen. Die Fassade ist auf allen Seiten durch Pilaster gegliedert, auf denen die Rundbögen über den Fenstern des ersten Geschosses ruhen.

## Renovierung
Im Jahr 2023 wurde eine zweijährige Restaurierungskampagne mit Unterstützung der Fondation du Patrimoine und des Programms „Jüdisches Kulturerbe“, das mit Unterstützung der Edmond J. Safra Stiftung ins Leben gerufen wurde, gestartet.